# Citibank
Citibank je največja mednarodna banka, ustanovljena leta 1812 kot City Bank of New York, nato First National City Bank of New York. Citibank je zdaj oddelek Citigroup, mednarodne korporacije za finančne storitve. Je ena izmed petih največjih bank v ZDA.
Aprila 2021 je Citibank objavil, da ukinja poslovanje s strankami na 13 trgih, vključno z Avstralijo, Bahrainom, Kitajsko, Indijo, Indonezijo, Južno Korejo, Malezijo, Filipinih, Poljsko, Rusijo, Tajvanom, Tajsko in Vietnamom. Citibank deluje v več kot sto državah.

## Izdelki in storitve

### Citi Priority
Citi Priority je bančni produkt za fizične osebe z vlogo najmanj 50 tisoč USD.

### Citigold
Citigold je bančni produkt Citibank za posameznike, ki imajo izjemno velik čisti kapital (sredstva v višini 30 milijonov dolarjev ZDA ali več).

### Digitalna denarnica
Kartice Citibank podpirajo Samsung Pay, Google Pay in Apple Pay.

### Večfaktorska avtentikacija
Podprta so samo enkratna SMS sporočila na registrirane mobilne številke.

## Škandali
Citibank je bilo dvakrat odvzeto bančno dovoljenje na Japonskem (leta 2004 in 2009) zaradi vpletenosti v pranje denarja yakuza. Združene države Amerike podjetja niso sankcionirale.

## Dobrodelnost
Citibank je glavni sponzor najema kolesa Citi Bike v New Yorku od njegovega začetka leta 2013.